# Dósa Dániel
Dósa Dániel (1996. január 19. –) világbajnoki bronz-, Európa-bajnoki ezüstérmes magyar tőrvívó.

## Pályafutása
2013-ban a budapesti kadét Európa-bajnokságon bronzérmet szerzett, csapatban (Insperger, Mészáros, Balogh) negyedik volt. A 2014-es junior Eb-n a 32 között kiesett., csapatban (Mátyás Bálint, Mészáros Tamás, Németh András) második lett. A felnőtt Eb-n és vb-n egyéniben kiesett a selejtezőben. Csapatban (Szabados Gábor, Szabados Kristóf, Németh A.) a kontinens bajnokságon 7., a vb-n 20. volt. A 2015-ös junior Európa-Európa-bajnokságon egyéniben második, csapatban (Insperger Sámuel, Mészáros T., Németh A.) negyedik volt. A junior vb-n a 32 között kiesett, csapatban (Insperger, Mészáros T., Németh A.) a 13. helyen végzett. A felnőtt Eb-n 38., a vb-n 41 lett. Csapatban az Európa-bajnokságon (Szabados G., Szabados K., Mátyás) kilencedik, a vb-n (Szabados G., Szabados K., Németh) huszadik helyezést szerzett. A következő évben a junior Eb-n 33., csapatban (Balogh Boldizsár, Frühauf Benjámin, Mészáros T.) hatodik volt. A junior vb-n egyéniben a 41. helyen végzett. Csapatban (Balogh B., Frühauf Benjámin, Mészáros T.) 12. volt. Áprilisban az olimpiai kvalifikációs európai zónaversenyen nem tudta kiharcolni a riói indulás lehetőségét. Az Európa-bajnokságon 24.-ként zárt. Csapatban (Németh A., Balogh B., Mátyás) nyolcadik volt.
A 2017-es Európa-bajnokságon 19., a világbajnokságon 22. volt. Csapatban (Németh A., Hári Máté, Mátyás) 10. és 11. lett. Az universiadén egyéniben 17., csapatban (Németh A., Hári, Balogh B.) hetedik helyen zárt. A következő évben az Eb-n 31., a vb-n 30. volt. Csapatban (Németh A., Frűhauf Benjámin, Mészáros T.) 9. és 11. helyezést szerzett. 2019-ben a kontinensbajnokságon 37., a világbajnokság 23. helyen végzett. A csapattal (Németh A., Mészáros T., Mátyás) 8. és 15. lett. 2021-ben az európai olimpiai pótkvalifikációs versenyen nem tudott olimpiai kvótát szerezni. 
2022-ben az Európa-bajnokságon kilencedik helyen végzett, a vb-n 14. volt. Csapatban (Frűhauf, Németh A., Szemes Gergő) 10. és 14. volt. 2023 májusában a sanghaji Grand Prix versenyen bronzérmes volt. Az Európa-bajnokságon 13. helyezést ért el. 2023. évi Európa-játékokon 19. volt. Csapat (Szemes, Tóth Gergely, Németh A.) hatodik lett. A világbajnokságon 11., csapatban (Szemes, Tóth G., Németh A.) 14. volt. 2024 márciusában egyéni olimpiai kvótát szerzett. A párizsi ötkarikás játékokon a 16 közé jutásért rendezett asszóban kikapott az egyiptomi Abdelrahman Tolbától és kiesett (15-14).

## Eredményei
magyar bajnokság
tőr egyéni
- aranyérmes: 2017, 2018, 2019, 2020, 2022
- ezüstérmes: 2024
- bronzérmes: 2015, 2021

tőr csapat
- aranyérmes: 2015, 2018, 2019, 2020, 2021, 2022, 2024
- ezüstérmes: 2012, 2013, 2014
- bronzérmes: 2011, 2016, 2017, 2025

| Nemzetközi              | Versenyszám | 2011 | 2012 | 2013 | 2014 | 2015 | 2016 | 2017 | 2018 | 2019 | 2022 | 2023 |
| ----------------------- | ----------- | ---- | ---- | ---- | ---- | ---- | ---- | ---- | ---- | ---- | ---- | ---- |
| Világbajnokság          | Egyéni      |      |      |      | 100. | 41.  | –    | 22.  | 30.  | 23.  | 14.  | 11.  |
| Világbajnokság          | Csapat      |      |      |      | 20.  | 9.   | –    | 11.  | 11.  | 15.  | 14.  | 14.  |
| Európa-bajnokság        | Egyéni      |      |      |      | 57.  | 38.  | 24.  | 19.  | 31.  | 37.  | 9.   | 13.  |
| Európa-bajnokság        | Csapat      |      |      |      | 7.   | 9.   | 8.   | 10.  | 9.   | 8.   | 10.  | –    |
| Európa-játékok          | Egyéni      |      |      |      |      |      |      |      |      |      |      | 19.  |
| Európa-játékok          | Csapat      |      |      |      |      |      |      |      |      |      |      | 6.   |
| Universiade             | Egyéni      |      |      |      |      |      |      | 17.  |      |      |      |      |
| Universiade             | Csapat      |      |      |      |      |      |      | 7.   |      |      |      |      |
| U23-as Európa-bajnokság | Egyéni      |      |      | 28.  |      |      |      | 9.   |      |      |      |      |
| U23-as Európa-bajnokság | Csapat      |      |      | 5.   |      |      |      |      |      |      |      |      |
| Junior világbajnokság   | Egyéni      |      |      | 34.  | 13.  | 25.  | 41.  |      |      |      |      |      |
| Junior világbajnokság   | Csapat      |      |      | –    | 11.  | 13.  | 12.  |      |      |      |      |      |
| Junior Európa-bajnokság | Egyéni      |      |      | 27.  | 19.  | 2.   | 33.  |      |      |      |      |      |
| Junior Európa-bajnokság | Csapat      |      |      | 6.   | 2.   | 4.   | 6.   |      |      |      |      |      |
| Kadét világbajnokság    | Egyéni      | 9.   | 16.  | 7.   |      |      |      |      |      |      |      |      |
| Kadét Európa-bajnokság  | Egyéni      | 18.  | 21.  | 3.   |      |      |      |      |      |      |      |      |
| Kadét Európa-bajnokság  | Csapat      | 4.   | 4.   | 4.   |      |      |      |      |      |      |      |      |